# Раїф Диздаревич
Раїф Диздаревич (босн. Raif Dizdarević, нар. 9 грудня 1926 у Фойниці) — боснійський політик, президент Югославії у 1988-89 роках, перший босняк на цій посаді. Брав участь у югославському партизанському русі опору під час Другої світової війни. Також у різний час займав посади голови Президії Соціалістичної Республіки Боснії та Герцеговини і міністра закордонних справ Югославії.